# Forst Dainava

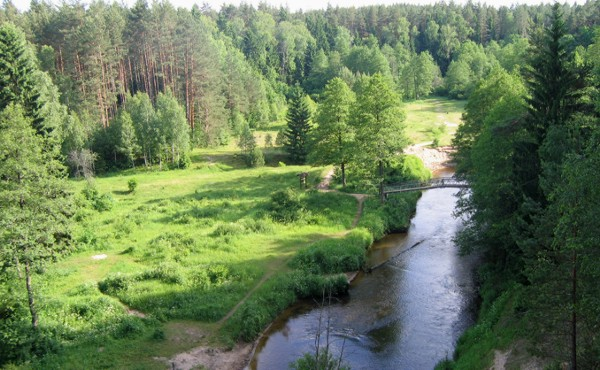
Die Ūla in Dainava

Der Forst Dainava (Wälder Druskininkai-Varėna, Gudų-Forst) ist das größte Waldgebiet in Litauen. Der Forst befindet sich in Dzūkija, in der Rajongemeinde Varėna und Gemeinde Druskininkai. Das Territorium beträgt 1450 km², davon bewaldet 1145 km². Man unterscheidet ~250 Wälder (einzelne Waldgebiete). Ein großer Teil gehört zum Nationalpark Dzūkija. Im südlichen Teil befindet sich Reservat Čepkeliai. Die Wälder betragen vom Nordosten zum Südwesten 70 km. Im Westen fließt die Memel, im Süden geht die litauisch-belarussische Grenze, im Nordwesten liegt Merkinė, im Nordosten Valkininkai. 
In Dainava fließt auch der Merkys mit seinen Nebenflüssen Ūla, Grūda, Verseka, Varėnė, Spengla, Duobupis, Skroblus, Nočia, Beržupis; im Südosten die Ratnyčia (Nebenfluss der Memel), im südlichen Rand die Katra.